# Deutsche Bundesbank

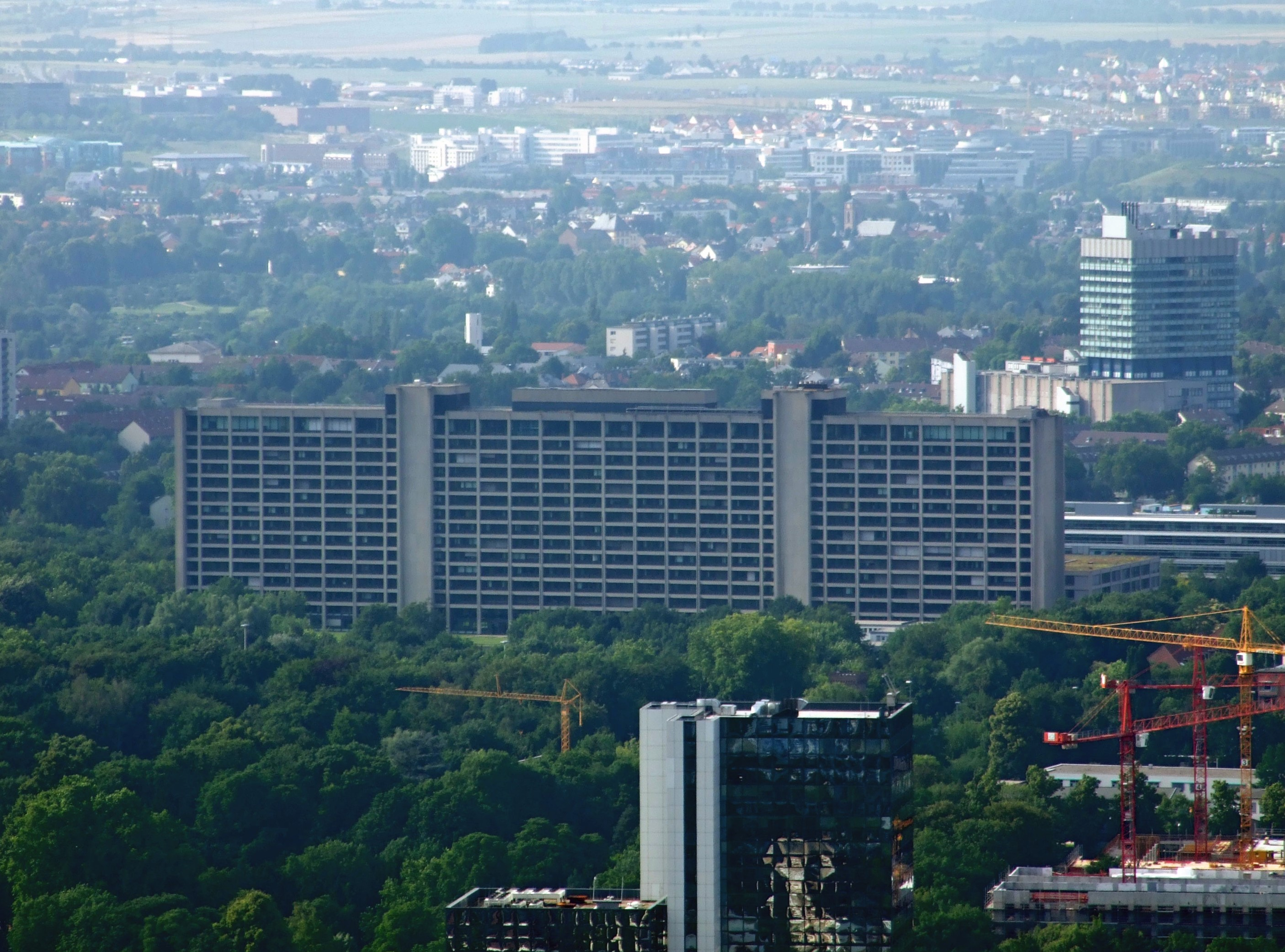
Blick auf die Zentrale der Deutschen Bundesbank in Frankfurt am Main (vom Main Tower aus)

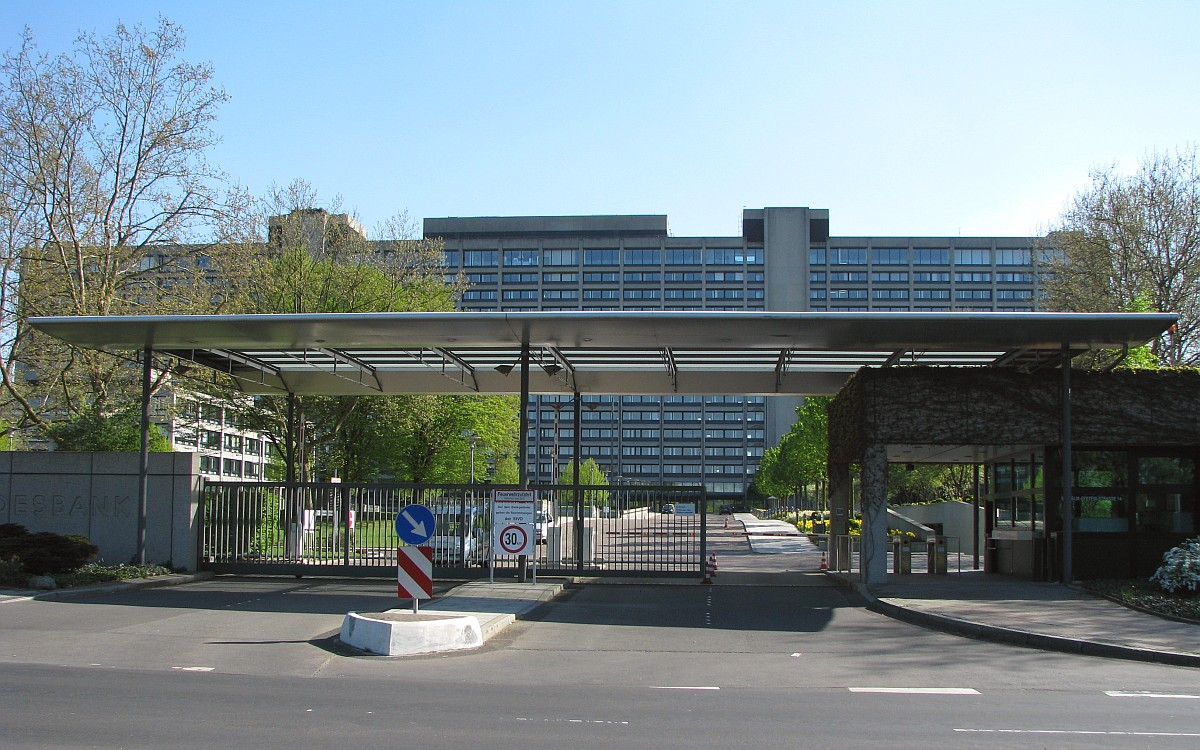
Haupteingang der Deutschen Bundesbank an der Wilhelm-Epstein-Straße

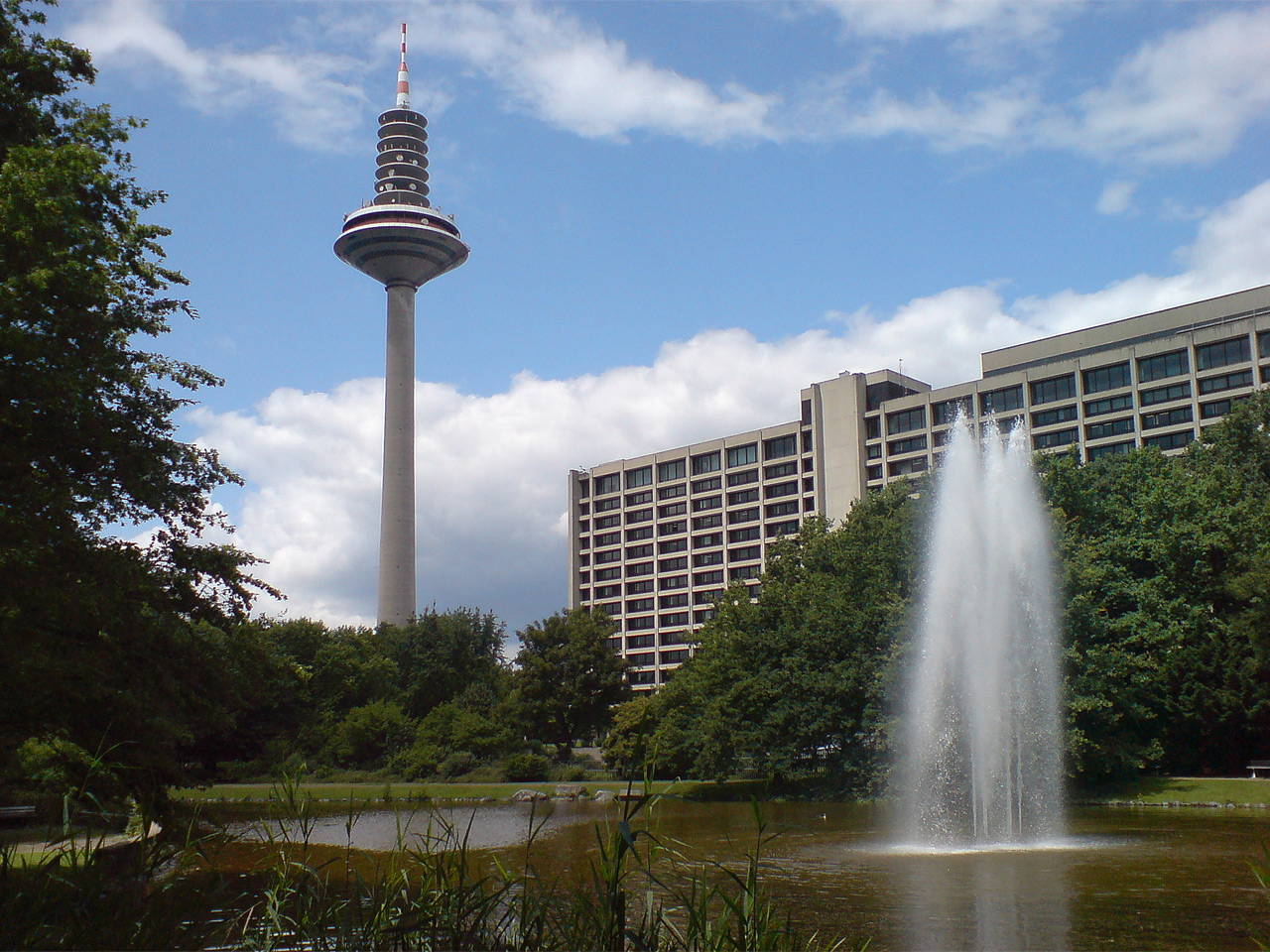
Miquel-Anlage, „Vorgarten“ der Bundesbank

Genuss-Schein über 333,33 DM der Deutschen Bundesbank vom 2. Oktober 1961

Die Deutsche Bundesbank (kurz BBk, auch DBB) ist die Zentralbank Deutschlands mit Hauptsitz in Frankfurt am Main und Teil des Europäischen Systems der Zentralbanken. Sie ist eine bundesunmittelbare juristische Person des öffentlichen Rechts und gehört zur mittelbaren öffentlichen Verwaltung. Die Zentrale der Bank am Standort Frankfurt am Main hat die Stellung einer Obersten Bundesbehörde (vgl. Bundesbankgesetz). Mit einer Bilanzsumme von über 2,5 Billionen Euro ist die Bundesbank die viertgrößte Zentralbank der Welt.

## Geschichte

### Vorgänger „Bank deutscher Länder“ (1948–1957)
Die Geschichte der Deutschen Bundesbank ist eng mit der Währungsgeschichte Westdeutschlands nach Ende des Zweiten Weltkriegs verbunden. Angesichts der völligen Zerrüttung der deutschen Währung nach dem Krieg wurde eine Währungsreform erforderlich. Dabei trat in den westlichen Besatzungszonen einschließlich West-Berlins am 21. Juni 1948 die Deutsche Mark an die Stelle der praktisch wertlosen Reichsmark. Die Währungsreform basierte auf Gesetzen der alliierten Militärregierung. Zur Vorbereitung errichteten die Westmächte in ihren Besatzungszonen ein neues, zweistufiges Zentralbanksystem, das in seinem streng föderativen Aufbau das Federal Reserve System der Vereinigten Staaten von Amerika (USA) zum Vorbild hatte. Es bestand aus den rechtlich selbständigen Landeszentralbanken in den einzelnen Ländern der westlichen Besatzungszonen und der am 1. März 1948 gegründeten Bank deutscher Länder in Frankfurt am Main. Die Landeszentralbanken fungierten in ihren Bereichen als Zentralbanken. Die Bank deutscher Länder, deren Grundkapital bei den Landeszentralbanken lag, war für die Notenausgabe, die Koordinierung der Politik und für bestimmte zentrale Aufgaben – darunter auch die Devisenbewirtschaftung – zuständig. Oberstes Organ des zweistufigen Zentralbanksystems war der bei der Bank deutscher Länder eingerichtete Zentralbankrat. Er bestand aus seinem Präsidenten, den Präsidenten der Landeszentralbanken und dem Präsidenten des Direktoriums der Bank deutscher Länder. Der Zentralbankrat bestimmte insbesondere die Diskontpolitik und die neu eingeführte Mindestreservepolitik. Er stellte ferner Richtlinien für die Offenmarktpolitik und die Kreditvergabe auf.
Nach den schlechten Erfahrungen mit einer an Weisungen der Regierung gebundenen Notenbank setzte sich in Deutschland nach dem Zweiten Weltkrieg das Prinzip einer unabhängigen Zentralbank durch. Die Bank deutscher Länder war von Anfang an unabhängig von deutschen Staatsorganen, auch von der ab September 1949 tätig werdenden Bundesregierung (Kabinett Adenauer I). Ihre Autonomie gegenüber den Alliierten erlangte sie 1951.

### Vor dem Vertrag von Maastricht (1958–1993)
Durch Art. 88 des am 24. Mai 1949 in Kraft getretenen Grundgesetzes wurde der Bund verpflichtet, eine Währungs- und Notenbank als Bundesbank zu errichten und damit das bis dahin geltende Besatzungsrecht durch deutsches Recht abzulösen. Diesem Auftrag kam der Gesetzgeber allerdings erst 1957 nach. Mit dem Gesetz über die Deutsche Bundesbank (BBankG) vom 26. Juli 1957 wurde der zweistufige Aufbau des Zentralbanksystems beseitigt. Die Zuständigkeiten wurden der neu gegründeten Deutschen Bundesbank übertragen. Dafür wurden die Landeszentralbanken einschließlich der Berliner Zentralbank mit der Bank deutscher Länder verschmolzen. Die Landeszentralbanken waren nun rechtlich nicht mehr selbstständige Notenbanken, sondern wurden als Hauptverwaltungen Teil der Bundesbank. Sie behielten den Namen „Landeszentralbank“ bei und blieben teilweise in ihren Entscheidungen unabhängig, so in Bezug auf die Mitwirkung an den geldpolitischen Entscheidungen im Zentralbankrat (sog. Vorbehaltszuständigkeit).
Das in Frankfurt am Main ansässige Direktorium bestand aus dem Präsidenten und dem Vizepräsidenten der Deutschen Bundesbank sowie bis zu sechs weiteren Mitgliedern. Als geschäftsführendes Organ war es für die Durchführung der Beschlüsse des Zentralbankrats verantwortlich. Das Direktorium leitete und verwaltete die Bank und war insbesondere für Geschäfte mit dem Bund und seinen Sondervermögen, für Geschäfte mit im gesamten Bundesgebiet operierenden Kreditinstituten, für Devisengeschäfte und Geschäfte im Verkehr mit dem Ausland sowie für Geschäfte am offenen Markt zuständig.
Als oberstes Entscheidungsorgan der Deutschen Bundesbank fungierte weiterhin der Zentralbankrat, der über die Währungs- und Kreditpolitik der Bundesbank entschied und Richtlinien für die Geschäftsführung und Verwaltung aufstellte. Ihm gehörten neben den Mitgliedern des Direktoriums auch die elf Präsidenten der Landeszentralbanken an.
Die Landeszentralbanken führten die in ihren Bereich fallenden Geschäfte und Verwaltungsangelegenheiten in eigener Verantwortung durch. Das Bundesbankgesetz wies ihnen ausdrücklich Geschäfte mit öffentlichen Stellen und Verwaltungen sowie mit Kreditinstituten ihres Bereiches zu. Den Landeszentralbanken waren darüber hinaus die Zweiganstalten (heute Filialen) unterstellt. Die Leitung oblag einem Vorstand, der in der Regel aus dem Präsidenten und dem Vizepräsidenten der Landeszentralbank bestand.
Im Kalten Krieg wurde von 1962 bis 1964 zur Aufbewahrung einer Notstandswährung der Bundesbankbunker Cochem im Moseltal errichtet. In der bis 1988 betriebenen und streng geheimen Anlage wurden bis zu 15 Mrd. DM gelagert.
Am 5. Dezember 1974 kündigte die Deutsche Bundesbank nach der Übernahme monetaristischer Grundsätze als erste Zentralbank überhaupt ein Geldmengenziel für das darauffolgende Jahr an.
Mit dem am 1. Juli 1990 in Kraft getretenen Staatsvertrag über die Schaffung einer Währungs-, Wirtschafts- und Sozialunion zwischen der Bundesrepublik Deutschland und der damaligen Deutschen Demokratischen Republik (DDR) wurde die D-Mark alleiniges gesetzliches Zahlungsmittel in beiden deutschen Staaten. Gleichzeitig ging die Zuständigkeit für die Geld- und Währungspolitik im erweiterten Geltungsbereich der D-Mark auf die Deutsche Bundesbank über. Dazu wurde am 3. Mai 1990 in vorgezogener Umsetzung des Staatsvertrages vom 18. Mai 1990 die Vorläufige Verwaltungsstelle in Berlin errichtet, die über die staatliche Vereinigung am 3. Oktober 1990 hinaus noch bis zum 31. Oktober 1992 tätig war.
Die Organisationsstruktur der Deutschen Bundesbank wurde über eine Novellierung des Bundesbankgesetzes an die veränderten Gegebenheiten aufgrund des Beitritts des DDR-Gebiets zum Geltungsbereich des Grundgesetzes am 3. Oktober angepasst und zugleich gestrafft. Aus den ehemals elf Landeszentralbanken und der Vorläufigen Verwaltungsstelle in Berlin wurden neun Landeszentralbanken mit wirtschaftlich annähernd gleich großen Hauptverwaltungsbereichen geschaffen.

### Nach dem Vertrag von Maastricht (1993)
Mit dem am 1. November 1993 in Kraft getretenen Vertrag von Maastricht wurden die Grundlagen für die Europäische Wirtschafts- und Währungsunion gelegt. Die nationalen Verantwortlichkeiten für die Geldpolitik wurden auf die Gemeinschaftsebene an das Europäische System der Zentralbanken (ESZB), bestehend aus der Europäischen Zentralbank (EZB) und den nationalen Zentralbanken (NZBen) der EU-Staaten, übertragen. Das Bundesbankgesetz wurde im Hinblick auf die Europäische Wirtschafts- und Währungsunion letztmals im Jahre 2002 mit dem 7. Gesetz zur Änderung des Gesetzes über die Deutsche Bundesbank vom 30. April 2002 grundlegend novelliert und gab der Bank ihre heutige organisatorische Verfassung.

### Finanzkrise
Im Verlauf der Finanzkrise ab 2007 und der Eurokrise erhöhten sich Bilanzsumme, TARGET2-Saldo und Einlagefazilität der Deutschen Bundesbank deutlich. Im März 2012 stieg die Bilanzsumme erstmals über eine Billion Euro. Im Durchschnitt des Jahres 2002 betrug die Bilanzsumme 222,4 Mrd. Euro. Im August 2012 waren es mit 1.135,4 Mrd. Euro fünfmal so viel wie im Jahr 2002. Die Notenbanken der Eurozone, darunter die Deutsche Bundesbank, betreiben das europäische Großbetragszahlungssystem TARGET2. Beim Start der Plattform im November 2007 betrug der Saldo der Bundesbank 72,6 Mrd. Euro. Im August 2012 stieg die Forderung der Bundesbank gegenüber den übrigen nationalen Zentralbanken der Eurozone (positiver TARGET2-Saldo) auf ein Allzeithoch von 751,4 Mrd. Euro. Seit November 2007 entspricht das einem Anstieg um 935 Prozent. Zwischen 1999 und 2006 lag der Durchschnitt der Auslandsposition bei 1,6 Mrd. Euro.
Die Inanspruchnahme der Einlagefazilität der Bundesbank durch die Geschäftsbanken betrug im April 2012 die Rekordsumme von 276,9 Mrd. Euro. Der Mittelwert für den Zeitraum Januar 2002 bis August 2008 liegt bei 200 Mio. Euro.

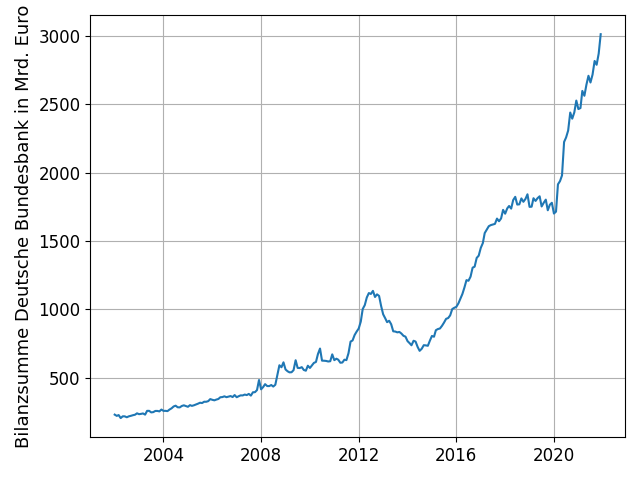
Bilanzsumme der Deutschen Bundesbank
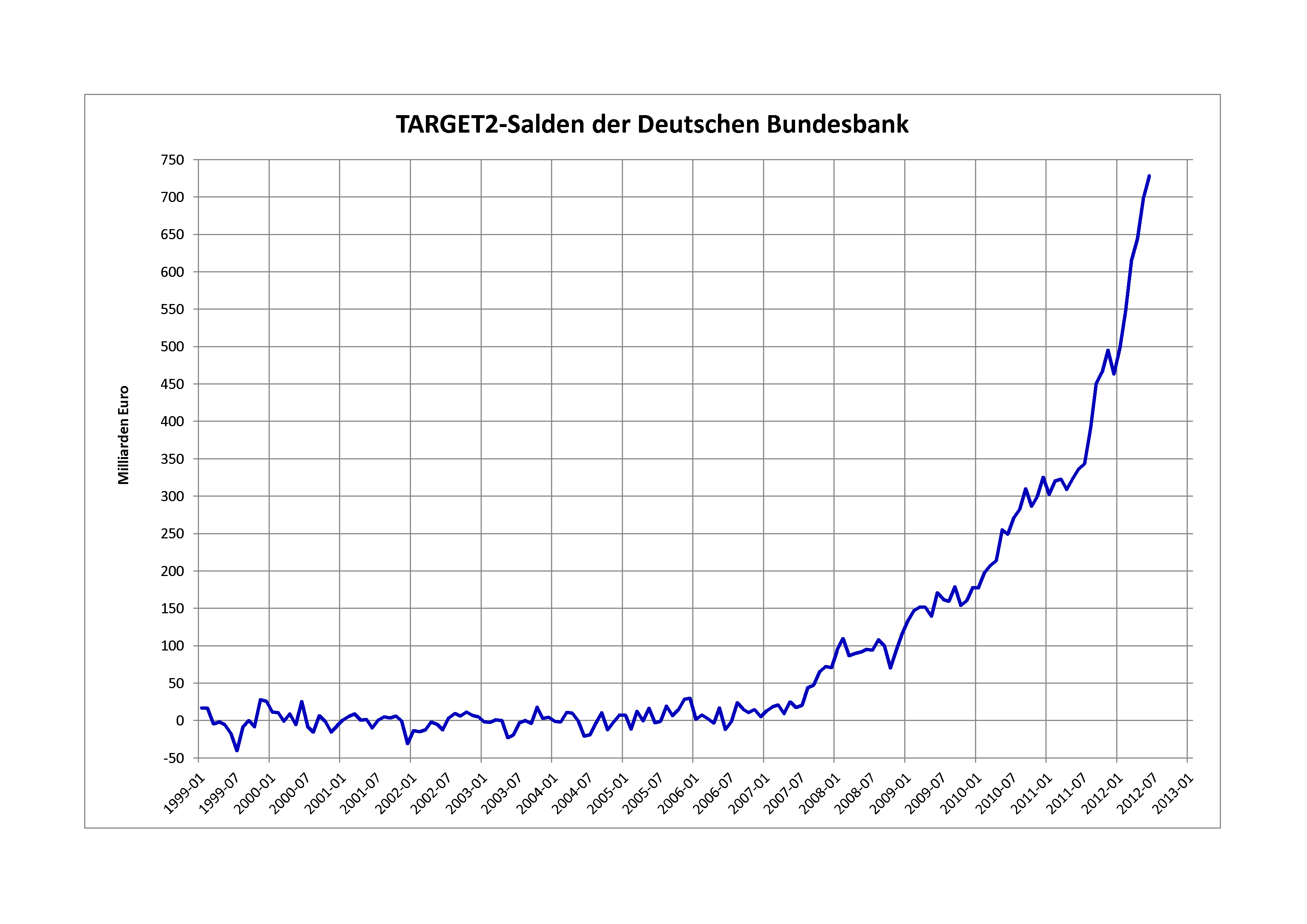
TARGET2-Salden der Deutschen Bundesbank
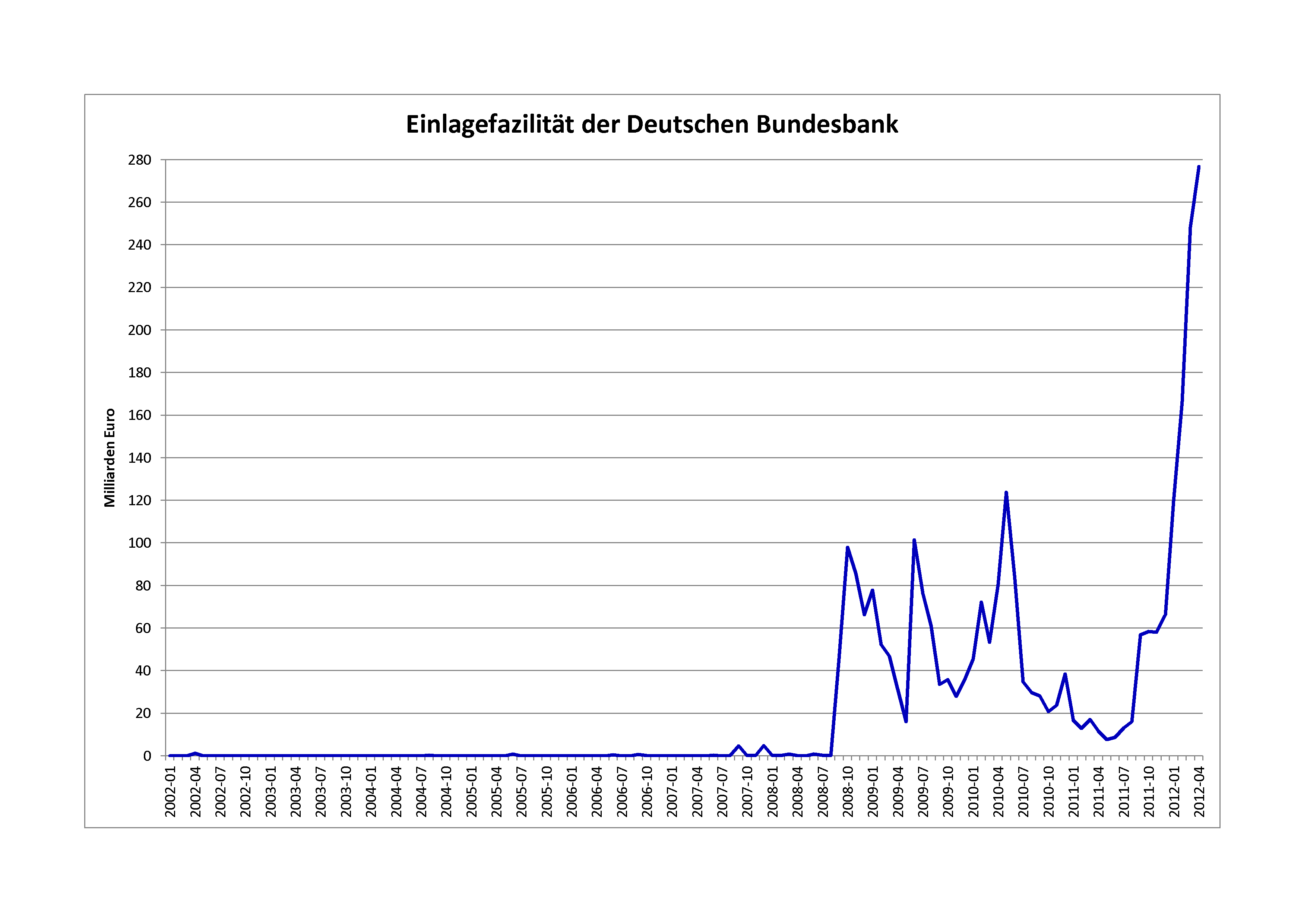
Einlagefazilität der Deutschen Bundesbank

### Umstrittene Geldtransfers mit Iran (2011)
Im Zusammenhang mit ihrer Funktion als Clearingstelle (vgl. Abschnitt Zentralbank) kam die Bundesbank zusammen mit dem Auswärtigen Amt und Wirtschaftsministerium Ende März 2011 in die Kritik, als bekannt wurde, dass die Deutsche Bundesbank seit Anfang Februar 2011 durch die Ausführung von Überweisungen in einem Volumen von 9 Milliarden Euro der Islamischen Republik Iran ermöglicht haben soll, Sanktionen der USA zu umgehen. Ölkäufer überweisen wegen der Sanktionen kein Geld direkt an den iranischen Staat, sondern über die Bundesbank an die Europäisch-Iranische Handelsbank (EIHB) in Hamburg. Die EIHB befindet sich im Eigentum der iranischen Banken Bank of Industry and Mine, Bank Mellat, Bank Tejarat und Bank Refah, welche alle unter Kontrolle – und zum Teil selbst von internationalen Sanktionen betroffen – der Islamischen Republik Iran wirtschaften. Die Sanktionen, in Form von Handelsbeschränkungen und Einfrierungen von Vermögenswerten, sollen die Verbreitung von konventionellen und atomaren Waffen beschränken.

## Aufgaben
Die Deutsche Bundesbank besteht auch nach dem Maastricht-Vertrag weiter. Ihre neuen Aufgaben wurden mit dem 7. Gesetz zur Änderung des „Gesetzes über die Deutsche Bundesbank“ vom 30. April 2002 neu festgelegt. Sie sind im § 3 des Bundesbankgesetzes definiert. Dort heißt es: „Die Deutsche Bundesbank ist als Zentralbank der Bundesrepublik Deutschland integraler Bestandteil des Europäischen Systems der Zentralbanken. Sie wirkt an der Erfüllung seiner Aufgaben mit dem vorrangigen Ziel mit, die Preisstabilität zu gewährleisten, hält und verwaltet die Währungsreserven der Bundesrepublik Deutschland, sorgt für die bankmäßige Abwicklung des Zahlungsverkehrs im Inland und mit dem Ausland und trägt zur Stabilität der Zahlungs- und Verrechnungssysteme bei.“
Aus dem Bundesbankgesetz und der EZB-Satzung leiten sich vier Tätigkeitsfelder der Bundesbank ab, die sie meist zusammen mit der EZB bearbeitet.
Die Deutsche Bundesbank unterstützt im Finanzplanungsrat die Koordination zwischen Haushaltsplanung und mehrjähriger Finanzplanung der Gebietskörperschaften.

### Bargeldversorgung

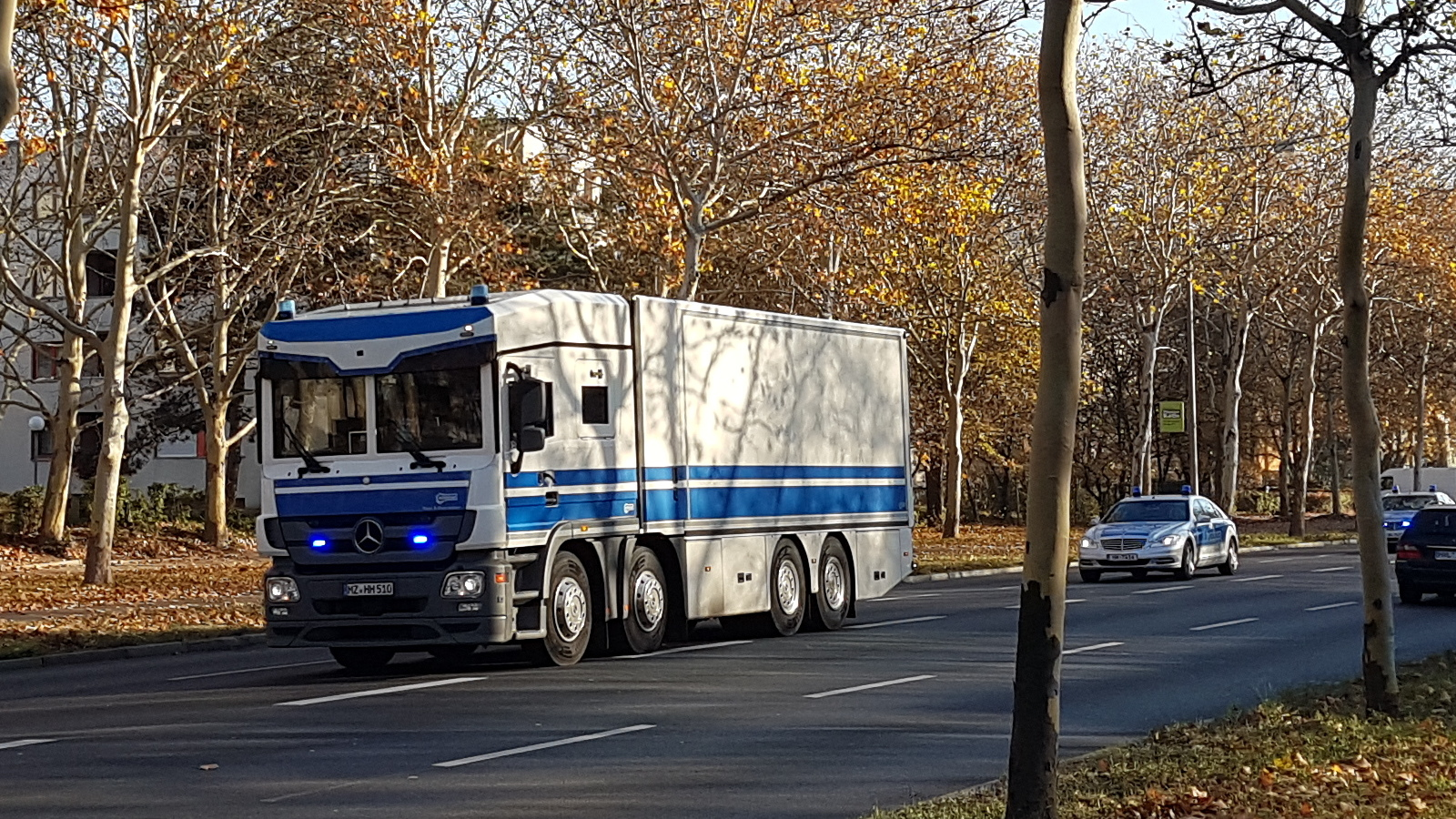
Werttransporter der Deutschen Bundesbank

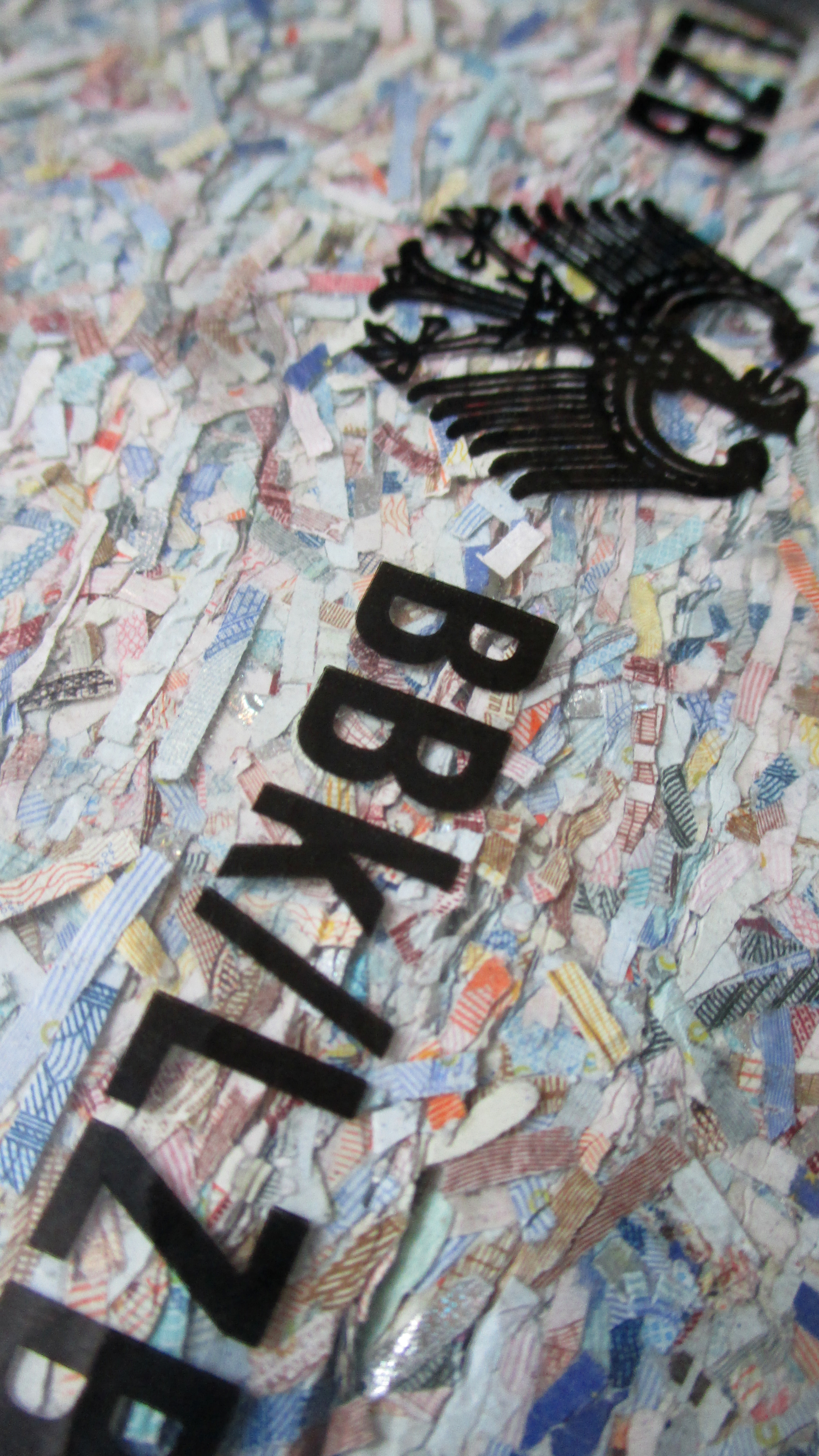
Bundesbank (BBk) – Deutsche Mark – Geschreddert

Die Bundesbank versorgt die Wirtschaft mit Bargeld und sichert die physische Umlauffähigkeit des Bargeldes. Mittels Banknotenbearbeitung überprüft sie das von den Banken und Wertdienstleistern eingezahlte Bargeld, stellt Falschgeld sicher und übergibt es an die Polizei.
Sie tauscht noch im Verkehr befindliche DM-Bestände ohne Frist um und ersetzt zerstörte Banknoten (NAC – Nationales Analysezentrum).
Darüber hinaus informiert sie über die Bargeldsicherheitsmerkmale und wöchentlich über die umlaufende Bargeldmenge.

### Zentralbank
Hierbei werden zwei Hauptfunktionen unterschieden:
Zunächst ist die Bundesbank Refinanzierungsquelle und Clearingstelle für Kreditinstitute.
Die Kreditinstitute können ihren Bedarf an Zentralbankgeld über die Bundesbank / EZB durch sogenannte Refinanzierungsinstrumente decken.
Die damit zusammenhängende Steuerung der Geldmenge war bis Ende 1998 wesentliche Aufgabe der Bundesbank. Seit dem 1. Januar 1999 ist es das vorrangige Ziel der EZB, mit Hilfe ihrer geldpolitischen Strategie Preisniveaustabilität zu gewährleisten.
Kreditinstitute können nicht benötigte Gelder kurzfristig bei der Bundesbank / EZB anlegen (sogenannte Einlagefazilität).
Die Bundesbank unterstützt den netzübergreifenden Zahlungsverkehr zwischen inländischen und ausländischen Geschäftsbanken, beispielsweise den Großbetragszahlungsverkehr über TARGET2. Damit sollen sekundengenau Beträge in Milliardenhöhe zwischen Banken in der ganzen EU übertragen werden.
Die Bankleitzahl (BLZ) einer Bank fungiert bei der Bundesbank als Kontonummer der Bank.

### Bankenaufsicht

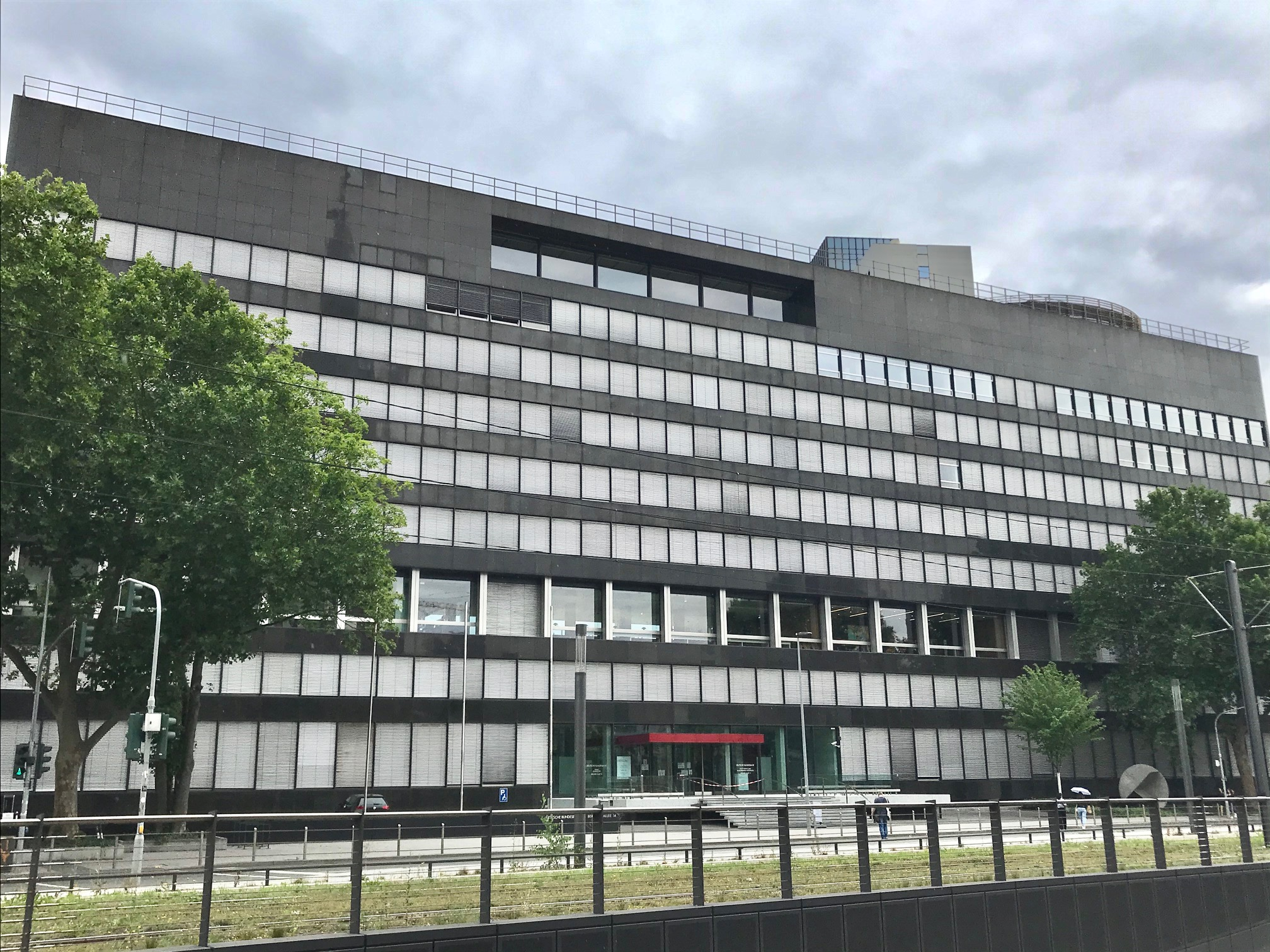
Deutsche Bundesbank – Hauptverwaltung NRW in Düsseldorf

Andererseits wirkt die Bundesbank an der Bankenaufsicht mit. Hierbei arbeitet sie eng mit der BaFin zusammen. Dabei geht es vor allem um die Sicherung der Stabilität des Finanzsystems. Die Bundesbank übernimmt dabei die laufende Überwachung der Banken, wertet also die Jahresabschlussberichte der Institute aus und führt Prüfungen nach § 44 KWG (siehe Kreditwesengesetz) durch. Sie liefert die statistischen Daten zur wirtschaftlichen Lage der Kreditinstitute. Die BaFin erlässt Verfügungen, Prüfungsanordnungen und Rundschreiben, meist in Abstimmung mit der Bundesbank.

### Bankgeschäft

Die neun Hauptverwaltungen der Bundesbank

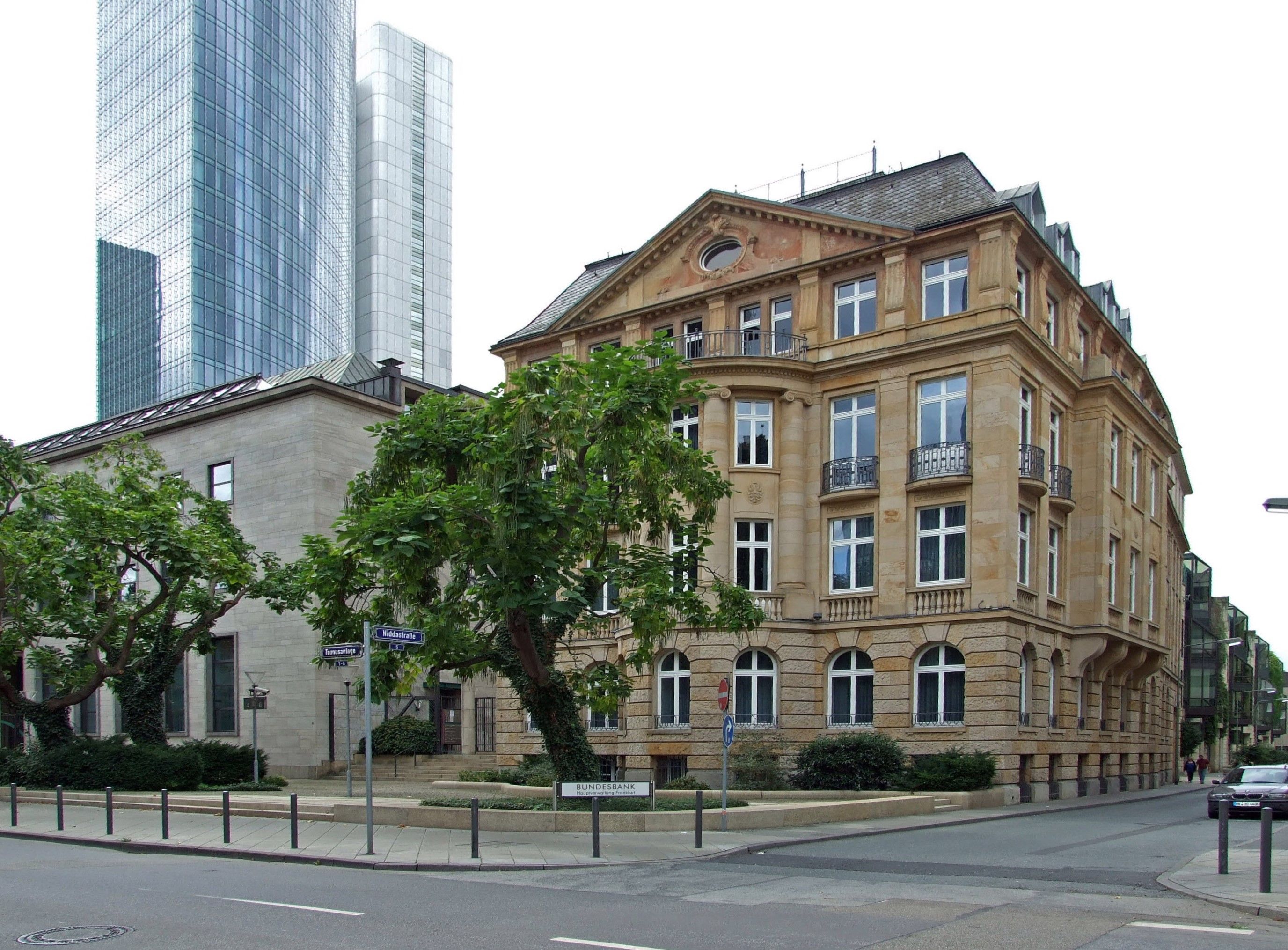
Hauptverwaltung in Hessen, Frankfurt am Main

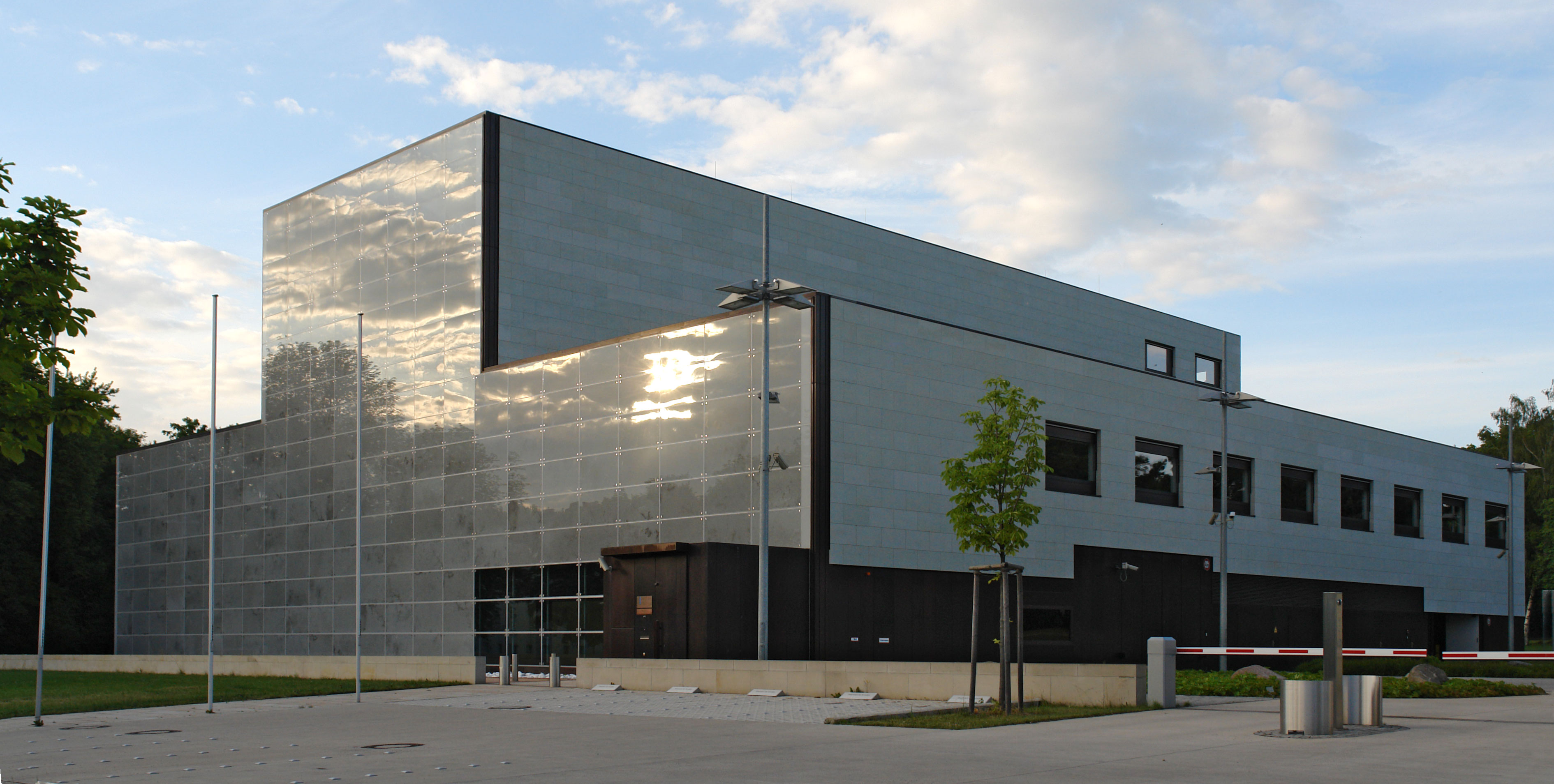
Bundesbank-Filiale in Chemnitz

Als Bank des Staates führt die Bundesbank kostenlos Konten für Bundes-, Landes- und Kommunalbehörden (einschließlich Universitäten) sowie für die Sozialversicherungsträger und wickelt für diese normale Bankdienstleistungen ab; diese Funktion wird als Fiskalagent bezeichnet. Allerdings machen nicht alle Träger öffentlicher Gewalt von dieser Möglichkeit, ihre Bankgeschäfte über die Bundesbank abzuwickeln, Gebrauch; der Freistaat Bayern beispielsweise nutzt die Bayerische Landesbank als Hausbank.
Sämtliche Konten werden auf Guthabensbasis geführt, d. h. der Bundesbank ist es aufgrund des in Art 101 des EU-Vertrages (jetzt: Art 123 Abs. 1 AEUV) verankerten Verbots der monetären Staatsfinanzierung durch die Zentralbanken grundsätzlich nicht gestattet, Kredite an die öffentliche Hand zu geben.
Die Bundesbank führt Girokonten und Depots außerdem auch für karitative Einrichtungen sowie für ihre eigenen Mitarbeiter. Der Service für Letztere geriet 2013 wegen seiner Kosten in die Kritik. Weiterhin unterliegen die Konten bei der Deutschen Bundesbank nicht der Überwachung laut Kreditwesengeschäft. Bis Ende 2012 war noch die Depoteröffnung für alle Privatpersonen und der Kauf von Bundeswertpapieren möglich (ab 2003 über die Bundeswertpapierverwaltung, heute Deutsche Finanzagentur, für die die Bundesbank allerdings weiterhin das Wertpapiergeschäft ausführte). Daneben ermöglichte sie in ihren Filialen Privatpersonen ohne Girokonto gegen eine Gebühr von einem Euro pro Transaktion die Bargeld-Einzahlung auf Girokonten in Deutschland. Seit 1. März 2012 ist dies aus wirtschaftlichen Gründen nur noch für Zahlungen an Behörden oder Institutionen möglich, die eine Kontoverbindung bei der Bundesbank unterhalten.
Die Bundesbank unterhält in den Bundesländern neun Hauptverwaltungen (die ehemaligen Landeszentralbanken) und 31 Filialen. Die Filialen stehen Banken, den öffentlichen Verwaltungen, den Wertdienstleistern (WDL) sowie den Mitarbeitern der Bundesbank für die Bargeldversorgung und die Abwicklung des bargeldlosen Zahlungsverkehrs zur Verfügung. Ebenso ist der Tausch von DM-Bargeld gegen Euro möglich.
Die Bundesbank erhebt außerdem statistische Daten zum Währungs- und Finanzsystem wie auch zur Außenwirtschaft. Diese sind teilweise in der makroökonomischen Zeitreihendatenbank verfügbar. In ihrem Forschungsdatenzentrum stellt die Bundesbank ferner qualitativ hochwertige Mikrodaten für Forschungszwecke bereit.

### Währungsreserven
Die Bundesbank ist zuständig für die Verwaltung der Währungsreserven. Dies sind sämtliche Vermögen der Bundesbank, die nicht auf Euro lauten, beispielsweise Goldreserven, Sorten, Wertpapiere in ausländischer Währung und Guthaben in ausländischer Währung bei Banken. Die Währungsreserven bilden dabei einen Gegenwert zur eigenen Währung. Sie werden möglichst rentabel angelegt und bilden zudem eine Möglichkeit zur Intervention bei starken Schwankungen des Wechselkurses. Die Goldreserven der Bundesbank sind die zweitgrößten nach den Goldreserven der US-Notenbank. Derzeit verwaltet die Bundesbank von Frankfurt etwa 3.279 t Gold zu einem Marktwert von rund 190 Milliarden Euro (Stand 15. Dezember 2023). Der größte Teil dieser Goldreserven lagert historisch und marktbedingt bei der Bundesbank in Frankfurt, der Federal Reserve Bank of New York und bei der Bank of England in London. Die Bundesbank entschloss sich Anfang 2013 das Goldlagerkonzept zu überarbeiten. Daher wurde der Lagerstandort Paris bis 2017 komplett aufgelöst und damit die Hälfte der Goldreserven ins Inland verlagert.
Forderungen nach einem Verkauf der Goldreserven, unter anderem mit dem Hinweis auf die fehlenden Zinserträge, lehnte die Bundesbank immer wieder ab. Sie schreibt dazu: Nationale Goldreserven haben auch in einer Währungsunion eine vertrauens- und stabilitätssichernde Funktion für die gemeinsame Währung. […] Gold stellt für die Bundesbank auch vor diesem Hintergrund einen Vermögenswert dar, der ihren Ansprüchen nach Werthaltigkeit und Diversifikation ihres Portfolios – bestehend aus Devisen und Gold als Währungsreserven – gerecht wird. Diese These ist unter Wirtschaftswissenschaftlern umstritten.

## Organisationsstruktur

### Filialen
Die Deutsche Bundesbank unterhält Filialen in folgenden Städten:
- Filiale Augsburg
- Filiale Berlin
- Filiale Bielefeld
- Filiale Chemnitz
- Filiale Dortmund
- Filiale Erfurt
- Filiale Frankfurt am Main
- Filiale Freiburg
- Filiale Göttingen
- Filiale Hamburg
- Filiale Hannover
- Filiale Karlsruhe
- Filiale Koblenz
- Filiale Köln
- Filiale Leipzig
- Filiale Ludwigshafen
- Filiale Magdeburg
- Filiale Mainz
- Filiale München
- Filiale Neubrandenburg
- Filiale Nürnberg
- Filiale Oldenburg
- Filiale Osnabrück
- Filiale Regensburg
- Filiale Reutlingen
- Filiale Rostock
- Filiale Saarbrücken
- Filiale Stuttgart
- Filiale Ulm
- Filiale Villingen-Schwenningen
- Filiale Würzburg

### Präsidenten
(mit Vorgängereinrichtungen seit 1948)
- 1948–1957: Karl Bernard, Vorsitzender des Zentralbankrats der Bank deutscher Länder
- 1948–1957: Wilhelm Vocke, Präsident des Direktoriums der Bank deutscher Länder, ab 1. August 1957 Präsident der Deutschen Bundesbank
- 1958–1969: Karl Blessing, Präsident der Deutschen Bundesbank
- 1970–1977: Karl Klasen, Präsident der Deutschen Bundesbank
- 1977–1979: Otmar Emminger, Präsident der Deutschen Bundesbank
- 1980–1991: Karl Otto Pöhl, Präsident der Deutschen Bundesbank
- 1991–1993: Helmut Schlesinger, Präsident der Deutschen Bundesbank
- 1993–1999: Hans Tietmeyer, Präsident der Deutschen Bundesbank
- 1999–2004: Ernst Welteke, Präsident der Deutschen Bundesbank
- 000002004: Jürgen Stark, Interimsvorsitzender
- 2004–2011: Axel A. Weber, Präsident der Deutschen Bundesbank
- 2011–2021: Jens Weidmann, Präsident der Deutschen Bundesbank
- 0 seit 2022: Joachim Nagel, Präsident der Deutschen Bundesbank

### Vizepräsidenten
- 1958–1969: Heinrich Troeger
- 1970–1977: Otmar Emminger
- 1977–1979: Karl Otto Pöhl
- 1980–1991: Helmut Schlesinger
- 1991–1993: Hans Tietmeyer
- 1993–1998: Johann Wilhelm Gaddum
- 1998–2006: Jürgen Stark
- 2006–2011: Franz-Christoph Zeitler
- 2011–2014: Sabine Lautenschläger
- 2014–2023: Claudia Maria Buch
- 00seit 2024: Sabine Mauderer

### Vorstand
Der Vorstand ist das oberste Organ der Bundesbank. Es setzt sich zusammen aus:
- dem Präsidenten
- dem Vizepräsidenten und
- vier weiteren Mitgliedern des Vorstands.

Für drei Vorstandsmitglieder (Präsident, Vizepräsident und ein weiteres Mitglied) liegt das Vorschlagsrecht bei der Bundesregierung. Die anderen drei Mitglieder werden vom Bundesrat im Einvernehmen mit der Bundesregierung vorgeschlagen. Bestellt werden alle Mitglieder des Vorstands nach § 7 Abs. 3 des Bundesbankgesetzes vom Bundespräsidenten, in der Regel für acht Jahre, mindestens aber für fünf Jahre.
Die Bezüge des Präsidenten betrugen 2015 436.355,56 Euro, die des Vizepräsidenten 348.061,83 Euro.
Der Vorstand der Bundesbank setzt sich momentan aus folgenden Mitgliedern zusammen:
- Präsident Joachim Nagel (Volkswirtschaft, Strategie und Innovation, Direktorat für Vorstandsangelegenheiten und Internationales, Recht, Kommunikation) – seit 1. Januar 2022
- Vizepräsidentin Sabine Mauderer (Märkte, Nachhaltigkeit, Controlling, Rechnungswesen und Organisation) – seit 1. September 2018
- Burkhard Balz (Bargeld, Digitaler Euro, Zahlungsverkehr und Abwicklungssysteme, Zentrum für internationalen Zentralbankdialog) – seit 1. September 2018
- Lutz Lienenkämper (Personal, Compliance, Revision) – seit 1. September 2024
- Michael Theurer (Banken und Finanzaufsicht, Finanzstabilität) – seit 1. September 2024
- Fritzi Köhler-Geib (Informationstechnologie, Risiko-Controlling, Daten und Statistik, Forschungszentrum) – seit 1. November 2024

## Personal
Die Deutsche Bundesbank beschäftigt Beamte, Angestellte und Arbeiter (§ 31 Abs. 1 BBankG). Die Deutsche Bundesbank hatte 12.022 Mitarbeiter (10.407,3 Vollzeitäquivalente) zum Stichtag am 31. Dezember 2020, davon 6170 Beamte und 5852 Tarifbeschäftigte. Hinzu kommen 85 im Fremddienst tätige Mitarbeiter, 243 ohne Bezüge beurlaubte Mitarbeiter und 56 Mitarbeiter in der Freistellungsphase der Altersteilzeit. In der Zentrale waren insgesamt 6249 Personen beschäftigt, in den Hauptverwaltungen 3087 und in den Filialen 2686. 736 Personen befanden sich in Ausbildung. 3122 Mitarbeiter waren in Teilzeit beschäftigt, 329 befristet. Der Personalbestand in Vollzeitäquivalenten ist seit Ende 2001 um 29,7 Prozent zurückgegangen.

### Bankzulage
Beamte und Angestellte erhalten bei einer Verwendung in der Zentrale eine Bankzulage  in Höhe von neun Prozent, bei einer Verwendung in einer Hauptverwaltung von fünf Prozent des maßgeblichen Grundgehaltes. Für die Besoldungsgruppen A 3 bis A 12 sowie die Entgeltgruppe E 1 bis E 12 ist das Grundgehalt zum Stichtag 1. März 2015 maßgeblich, für die Besoldungsgruppen A 13 bis A 16 das Grundgehalt zum 1. März 2012 und für die Besoldungsgruppen der Bundesbesoldungsordnung B das Grundgehalt zum 1. Januar 2011. Das heißt, dass die Bankzulage bei Besoldungs- oder Tariferhöhungen nicht steigt. (§ 2 BBankPersV) Beispielsweise beträgt für einen Bundesbankdirektor in Besoldungsgruppe A 15 und Erfahrungsstufe 8 die Bankzulage bei Verwendung in der Zentrale 524,57 Euro brutto.

### Beamte
Der Präsident der Deutschen Bundesbank ernennt die Beamten der Bank. Er ist oberste Dienstbehörde. (§ 31 Abs. 2 BBankG). Die Beamten der Deutschen Bundesbank sind Bundesbeamte. Für sie gelten grundsätzlich für die Bundesbeamten allgemein geltenden Vorschriften, sofern das Gesetz über die Deutsche Bundesbank nichts anderes bestimmt (§ 31 Abs. 3 BBankG). Die Aufgaben des Bundespersonalausschusses nimmt für Bundesbankbeamte ein vom Vorstand der Bundesbank berufener Ausschuss wahr (§ 4 BBankPersV).
Bei der Deutschen Bundesbank können zusätzlich zu den Laufbahnen gemäß der Bundeslaufbahnverordnung die Laufbahnen des mittleren Bankdienstes, des gehobenen Bankdienstes und des höheren Bankdienstes eingerichtet werden (§ 2 BBankLV). Für die drei Laufbahnen sind Vorbereitungsdienste eingerichtet. (MBankDVDV; GBankDVDV; HBankDVDV) Der Vorbereitungsdienst für die Anwärter für den gehobenen Bankdienst wird in einem Studiengang an der Hochschule der Deutschen Bundesbank in Hachenburg durchgeführt (§ 4 BBankLV). Die Befähigung für die Laufbahn des höheren Bankdienstes hat auch, wer die Befähigung zum Richteramt hat (§ 5 BBankLV). Beamte mit der Befähigung für die auslaufende Laufbahn des Geldbearbeitungsdienstes können durch eine einjährige berufspraktische Einführung die Befähigung für die Laufbahn des mittleren Bankdienstes erlangen (§ 9 BBankLV).
Die Zuordnung von Laufbahnen, Ämtern und Amtsbezeichnungen ergibt sich aus folgender Tabelle:
| Laufbahn                                     | Zur Laufbahn gehörende Ämter | Amtsbezeichnung            |
| -------------------------------------------- | ---------------------------- | -------------------------- |
| Einfacher nichttechnischer Verwaltungsdienst | Besoldungsgruppe A 2         | Bundesbankoberamtsgehilfe  |
| Einfacher nichttechnischer Verwaltungsdienst | Besoldungsgruppe A 3         | Bundesbankhauptamtsgehilfe |
| Einfacher nichttechnischer Verwaltungsdienst | Besoldungsgruppe A 4         | Bundesbankamtsmeister      |
| Einfacher nichttechnischer Verwaltungsdienst | Besoldungsgruppe A 5         | Bundesbankoberamtsmeister  |
| Einfacher nichttechnischer Verwaltungsdienst | Besoldungsgruppe A 6         | Bundesbankoberamtsmeister  |
| Mittlerer Dienst                             | Besoldungsgruppe A 6         | Bundesbanksekretär         |
| Mittlerer Dienst                             | Besoldungsgruppe A 7         | Bundesbankobersekretär     |
| Mittlerer Dienst                             | Besoldungsgruppe A 8         | Bundesbankhauptsekretär    |
| Mittlerer Dienst                             | Besoldungsgruppe A 9         | Bundesbankamtsinspektor    |
| Gehobener Dienst                             | Besoldungsgruppe A 9         | Bundesbankinspektor        |
| Gehobener Dienst                             | Besoldungsgruppe A 10        | Bundesbankoberinspektor    |
| Gehobener Dienst                             | Besoldungsgruppe A 11        | Bundesbankamtmann          |
| Gehobener Dienst                             | Besoldungsgruppe A 12        | Bundesbankamtsrat          |
| Gehobener Dienst                             | Besoldungsgruppe A 13        | Bundesbankoberamtsrat      |
| Höherer Dienst                               | Besoldungsgruppe A 13        | Bundesbankrat              |
| Höherer Dienst                               | Besoldungsgruppe A 14        | Bundesbankoberrat          |
| Höherer Dienst                               | Besoldungsgruppe A 15        | Bundesbankdirektor         |
| Höherer Dienst                               | Besoldungsgruppe A 16        | Bundesbankdirektor         |
| Höherer Dienst                               | Besoldungsgruppe B 3         | Bundesbankdirektor         |
| Höherer Dienst                               | Besoldungsgruppe B 5         | Bundesbankdirektor         |
| Höherer Dienst                               | Besoldungsgruppe B 6         | Bundesbankdirektor         |
| Höherer Dienst                               | Besoldungsgruppe B 9         | Bundesbankdirektor         |

Eine mit Bundesbank- beginnende Amtsbezeichnung wird grundsätzlich von allen Beamten in der Bundesbank geführt, nicht nur von Beamten in einer Bankdienst-Laufbahn.

## Gewinn
| 1980 | 1,6 | 1990 | 4,7  | 2000 | 8,4  | 2010 | 2,2 | 2020 | 0,0   |
| 1981 | 6,7 | 1991 | 7,8  | 2001 | 11,2 | 2011 | 0,6 | 2021 | 0,0   |
| 1982 | 5,8 | 1992 | 7,5  | 2002 | 5,4  | 2012 | 0,7 | 2022 | 0,0   |
| 1983 | 6,0 | 1993 | 9,6  | 2003 | 0,2  | 2013 | 4,6 | 2023 | 0,0   |
| 1984 | 6,8 | 1994 | 5,5  | 2004 | 0,7  | 2014 | 3,0 | 2024 | −19,2 |
| 1985 | 6,6 | 1995 | 5,6  | 2005 | 2,9  | 2015 | 3,2 |      |       |
| 1986 | 4,0 | 1996 | 4,8  | 2006 | 4,2  | 2016 | 0,4 |      |       |
| 1987 | 0,2 | 1997 | 12,4 | 2007 | 4,3  | 2017 | 1,9 |      |       |
| 1988 | 5,9 | 1998 | 8,3  | 2008 | 6,3  | 2018 | 2,4 |      |       |
| 1989 | 5,3 | 1999 | 3,9  | 2009 | 4,1  | 2019 | 5,9 |      |       |

Jahresgewinne 1989–2022

Die Bundesbank erzielte bis einschließlich 2010 Gewinne in Höhe von über einer Milliarde Euro (siehe Grafik) vor allem aus der Refinanzierung der Kreditinstitute und aus einer zinsbringenden Anlage der Währungsreserven. Das Ergebnis aus der Anlage der Währungsreserven wird auch durch Währungsschwankungen beeinflusst: Steigende Wechselkurse ausländischer Währungen beeinflussen das Ergebnis tendenziell positiv, fallende dagegen negativ. Die Höhe der Gewinne aus der Refinanzierung der Kreditinstitute verläuft parallel zum Zinsniveau.
Da sie keine privatrechtlichen Eigentümer hat, führt die Deutsche Bundesbank entsprechend der Regelung in § 27 des Bundesbankgesetzes ihre Gewinne an den Bund als Eigentümer ab. Bis zur Höhe von 3,5 Mrd. Euro stehen diese dem laufenden Bundeshaushalt zur Verfügung, der darüber hinausgehende Betrag wird seit 1995 zur Tilgung der Schulden des Erblastentilgungsfonds verwendet. In den Jahren 1976–1979 erzielte die Bundesbank Verluste aus der Neubewertung ihrer Währungsreserven (Grund war die Schwäche von US-Dollar und Pfund Sterling (Großbritannien)). 1997 erzielte sie einen Gewinn von umgerechnet 12,4 Mrd. Euro, den höchsten Gewinn ihrer Geschichte.
Durch das Gesetz zur Sicherung von Beschäftigung und Stabilität in Deutschland (Konjunkturpaket II) änderte sich ab 1. Januar 2010 die Verteilung des Bundesbankgewinns. Nicht zuletzt, da auch der Erblastentilgungsfonds vollständig getilgt ist, fließt der über den Anteil für den Bundeshaushalt hinausgehende Gewinn ab 2010 in die Tilgung des Sondervermögens für das Konjunkturpaket II. Zugleich sinkt der Anteil des Gewinns, der an den Bund abgeführt wird, ab 2012 schrittweise auf 2,5 Mrd. Euro.
Im März 2012 veröffentlichte die Bundesbank einen Gewinneinbruch für 2011 von 70 %. Lediglich 643 Mio. Euro, statt der erwarteten 2,5 Mrd. Euro konnten an das Bundesfinanzministerium überwiesen werden. Der Grund liegt in der Erhöhung der Risikovorsorge von 4,1 Mrd. Euro auf 7,7 Mrd. Euro. Die Gefahr von Ausfällen bei Staatsanleihen, beispielsweise von Griechenland, welche die Europäische Zentralbank (EZB) während der Finanzkrise kauft, machte diese Entscheidung laut Aussage von Bundesbankpräsident Jens Weidmann notwendig.
2012 machte die Bundesbank nur einen Gewinn in Höhe von 664 Mio. Euro. Der Bundesfinanzminister hatte 1,5 Mrd. Euro einkalkuliert. Auch 2012 bildete die Bundesbank neue Milliardenrückstellungen für riskante Geschäfte im Auftrag der Europäischen Zentralbank (EZB).
2013 stieg der Gewinn auf 4,6 Mrd. Euro. Die Bundesregierung hatte in ihrem Haushalt mit mindestens 2,5 Mrd. Euro gerechnet. Das deutliche Plus erklärte der Bundesbankpräsident vor allem damit, dass es keinen Bedarf für weitere Risikovorsorge gegeben habe. Hintergrund war die Entspannung der Euro-Schuldenkrise.
2014 belief sich der Gewinn auf 2,95 Mrd. Euro; ein Rückgang von 35 % gegenüber 2013. Da Zinserträge aus Refinanzierungsoperationen noch immer die größte Einnahmequelle für die Bundesbank darstellen, hatte die Senkung des Leitzinses auf 0,05 % im Jahr 2014 einen verringerten Erlös zur Folge. Auf die Auflösung der Wagnisrückstellung (Stand: 14,4 Mrd. Euro) zur Profitaufstockung wurde verzichtet, da das Niedrigzinsniveau laut Aussage von Joachim Nagel, Vorstandsmitglied der Bundesbank, einen erhöhten Risikofaktor im Rahmen der Kreditvergabe, wie auch eine verschlechterte Jahresprognose für 2015, mit sich bringt.
Für 2015 wies die Bundesbank einen Gewinn von 3,2 Mrd. Euro aus. Gegenüber dem Vorjahr stieg der Überschuss vor allem wegen einer Zunahme beim Nettoergebnis aus Finanzoperationen, Abschreibungen und Risikovorsorge. Der Nettozinsertrag ging dagegen zurück.
2020 hat die Bundesbank, erstmals seit 1979, wegen der erhöhten Risikovorsorge keinen Gewinn an den Bund ausgeschüttet.
Der Bilanzverlust 2024 betrug 19,2 Mrd. Euro.

## Sonstiges
Die Bundesbank hat eine auch öffentlich nutzbare Fachbibliothek und im gleichen Hause in Frankfurt/Main das Geldmuseum.
In Eltville am Rhein unterhält die Deutsche Bundesbank ein Tagungszentrum.
Am 9. August 2007 gab die Bundesrepublik Deutschland anlässlich des Jubiläums „50 Jahre Deutsche Bundesbank“ eine 10-Euro-Silbergedenkmünze und eine Sondermarke heraus.
Seit 2011 führt die Bundesbank für die Bundeskasse Halle (Saale) ein Sonderkonto (IBAN DE17860000000086001030, BIC MARKDEF1860), auf welches Bürger ohne die Möglichkeit der steuerlichen Absetzbarkeit Gelder unter dem Betreff „Schuldentilgung“ zur Tilgung der Staatsverschuldung Deutschlands überweisen können.
Im Januar 2016 informierte die Deutsche Bundesbank über eine grundlegende Sanierung des Hauptgebäudes ihrer Zentrale. Zu diesem Zweck ist der Umzug des dortigen Personals in noch anzumietende Büros vorgesehen. Nach der ca. zweijährigen Planungsphase werden die Bauarbeiten frühestens 2018 beginnen können.
Das Institut für Zeitgeschichte erhielt 2017 von der Bundesbank den Auftrag für ein umfangreiches Forschungsprojekt. Der Zeitraum von 1923 bis 1969 soll unter wirtschafts-, sozial- und kulturgeschichtlichen Aspekten untersucht werden.
Das Projekt ist auf vier Jahre angelegt und hat zwei Blöcke mit je vier Teilprojekten. Im ersten Block stehen die Biografien des ersten Bundesbankpräsidenten Wilhelm Vocke und seines Nachfolgers Karl Blessing sowie eine Gruppenbiografie des Führungspersonals der jungen Bundesbank im Mittelpunkt. Eine Länderstudie zum besetzten Polen soll die Rolle der Reichsbank als Akteur im Eroberungskrieg untersuchen.
Im zweiten Block stehen das institutionelle Selbstverständnis und politische Handlungsfelder der Zentralbank in Deutschland im Zeitraum von 1924 bis 1969 im Vordergrund.
Untersucht werden auch
- Gold- und Devisentransaktionen der Reichsbank im Dritten Reich
- Währungspolitik (1940 bis 1944) in Westeuropa als Ausbeutungspolitik
- Beteiligung der Reichsbank an der finanziellen Ausbeutung Griechenlands in den Jahren 1941 bis 1943.